# ویکتور فاستر
ویکتور فاستر (انگلیسی: Victor Fastre؛ ۱۹ مه ۱۸۹۰ – ۱۲ سپتامبر ۱۹۱۴) دوچرخه‌سوار اهل بلژیک بود.